# 甲南山手駅
甲南山手駅（こうなんやまてえき）は、兵庫県神戸市東灘区森北町一丁目にある、西日本旅客鉄道（JR西日本）東海道本線の駅である。駅番号はJR-A55。「JR神戸線」の愛称区間に含まれている。神戸市内では最東端の駅である。

## 歴史
- 1996年（平成8年）10月1日：JR西日本により、東海道本線（JR神戸線）の芦屋駅 - 摂津本山駅間に新設開業[1][2]。これにより、神戸市内駅の最東端の駅が摂津本山駅から当駅になる。
- 1997年（平成9年）
  - 3月8日：JR神戸線標準接近メロディ「さざなみ」導入[3]。
  - 12月4日：自動改札機を設置し、供用開始[4]。
- 2001年（平成13年）8月28日：電光掲示板導入。
- 2002年（平成14年）7月29日：JR京都・神戸線運行管理システム導入[5]。
- 2003年（平成15年）11月1日：ICカード「ICOCA」の利用が可能となる。
- 2006年（平成18年）3月26日：駅前広場「和ひろば」がオープン。
- 2010年（平成22年）1月30日：みどりの窓口の営業が終了し、みどりの券売機プラスが設置される。
- 2015年（平成27年）3月12日：入線警告音の見直しに伴い、接近メロディをJR神戸線標準接近メロディ「さざなみ」の音質見直し版に再び変更する[6]。
- 2016年（平成28年）
  - 6月1日：改札内のトイレをリニューアル。
  - 12月1日：JR西日本交通サービスによる業務委託駅となる。
- 2018年（平成30年）3月17日：駅ナンバリングが導入され、使用を開始する[7]。
- 2020年（令和2年）3月30日：天井の耐震補強工事が完了。

## 駅構造

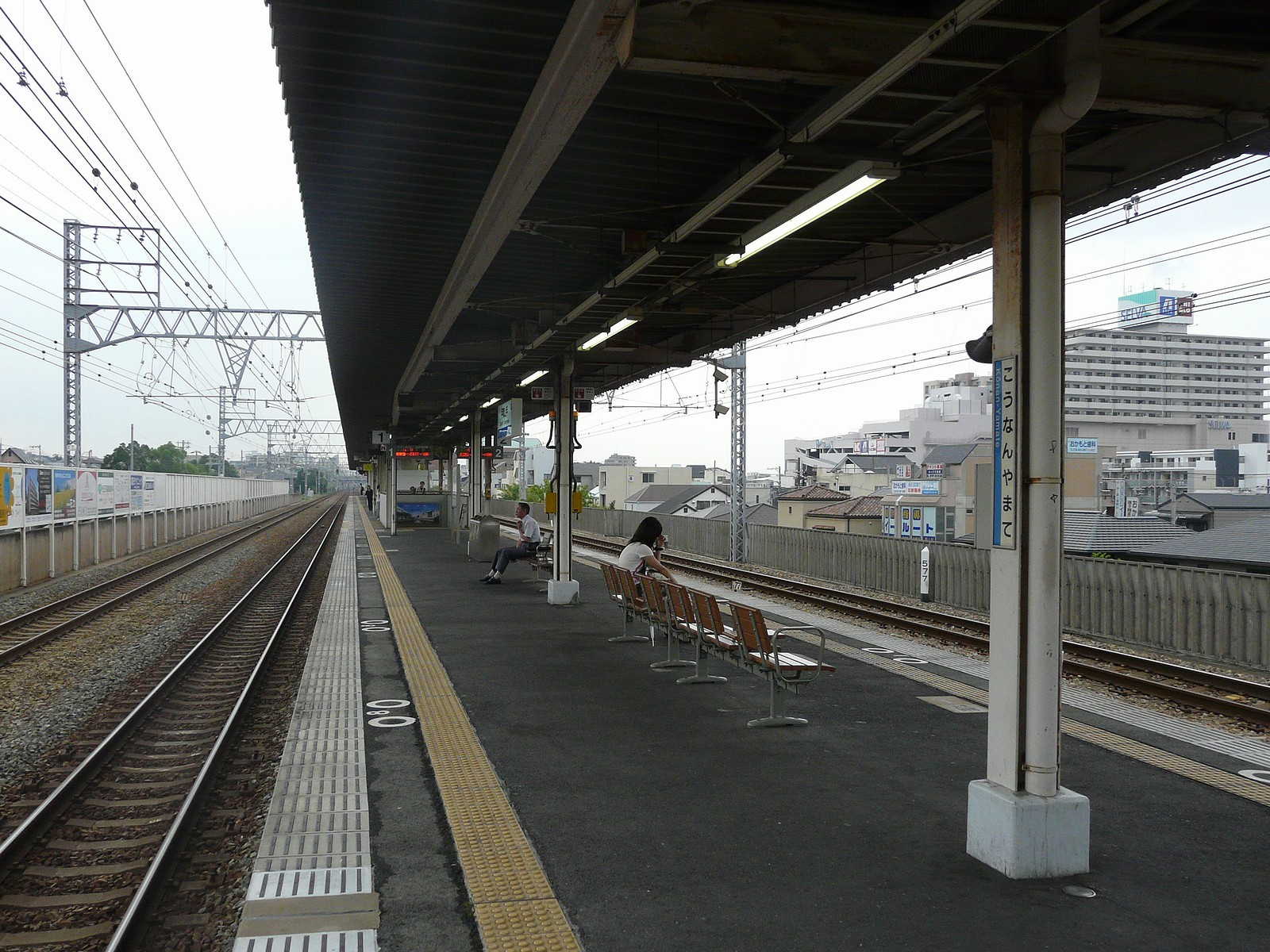
ホーム（2008年7月）

内側・緩行線のみに島式ホーム1面2線が設けられた高架駅である。複々線の内側線（緩行線）を走行する「普通」のみが停車する設定であったため、このような構造となった。駅設置に際して12両編成分のホーム用地が用意されているが、実際に設置されているホームは8両編成分である。分岐器や絶対信号機を持たないため、停留所に分類される。
当駅の事例にならって、これ以降に開設された、JR京都線・JR神戸線の複々線区間の新駅も同様の構造となっている。
芦屋駅の被管理駅。アーバンネットワークエリア・ICOCA利用可能エリアに属している。2010年1月にみどりの窓口が廃止された。代替としてみどりの券売機プラスが設けられているため、「JR時刻表」などでは引き続き「みどりの窓口設置駅」として扱われる。また、改札内にのりこし精算機、ICOCA入金機、SMART ICOCAクイックチャージ機も設置されている。
甲南女子大学向けに設置されたため、北側にのみ改札口が設けられている。

### のりば
| のりば | 路線     | 方向 | 行先                   |
| ------ | -------- | ---- | ---------------------- |
| 1      | JR神戸線 | 上り | 尼崎・大阪・北新地方面 |
| 2      | JR神戸線 | 下り | 三ノ宮・姫路方面       |

- 上表の路線名は旅客案内上の名称（愛称）で表記している。

## 利用状況
「兵庫県統計書」によると、2023年（令和5年）度の1日平均乗車人員は10,351人である。
近年の1日平均乗車人員は以下の通りである。
| 年度   | 1日平均 乗車人員 |
| ------ | ---------------- |
| 1999年 | 8,226            |
| 2000年 | 8,611            |
| 2001年 | 8,860            |
| 2002年 | 9,013            |
| 2003年 | 9,217            |
| 2004年 | 9,271            |
| 2005年 | 9,417            |
| 2006年 | 9,889            |
| 2007年 | 10,139           |
| 2008年 | 10,216           |
| 2009年 | 10,099           |
| 2010年 | 10,242           |
| 2011年 | 10,409           |
| 2012年 | 10,564           |
| 2013年 | 10,954           |
| 2014年 | 10,974           |
| 2015年 | 11,360           |
| 2016年 | 11,614           |
| 2017年 | 11,649           |
| 2018年 | 11,566           |
| 2019年 | 11,516           |
| 2020年 | 9,398            |
| 2021年 | 9,842            |
| 2022年 | 10,341           |
| 2023年 | 10,351           |

## 駅周辺
- 甲南女子大学
- 甲南女子中学校・高等学校
- 稲荷神社（森稲荷神社）
- 神戸森郵便局
- セルバ甲南山手（ショッピングセンター）
  - 関西スーパー セルバ店
- 神戸市立本山第三小学校
- 山手幹線 - もとは駅近くの神戸・芦屋の市境で行き止まりであった。
- 阪神本線 深江駅

## バス路線
- 神戸市バス
  - 30系統：東灘高校前・深江浜町
  - 31系統：渦森台
  - 34系統：魚崎車庫前・魚崎浜町北
  - 37A系統：JR住吉駅前

甲南山手駅開業の前より、駅北側の山手幹線上には「森北町」バス停があり、神戸市バスの起終点となっていた。駅開業を機に森北町バス停に代えて駅前に乗り入れるようになり、現在に至る。
- みなと観光バス
  - 森北町どんぐりバス：東山プラザ前
  - 125系統：夙川グリーンタウン

## 隣の駅
西日本旅客鉄道（JR西日本）
 JR神戸線（東海道本線）
■新快速・■快速
通過
■普通（JR東西線・学研都市線内で区間快速となる列車を含む）
芦屋駅 (JR-A54) - 甲南山手駅 (JR-A55) - 摂津本山駅 (JR-A56)